# Eraclio il Vecchio
Eraclio detto il Vecchio (in latino Heraclius; in greco  Ἡράκλειος?, Herákleios; VI secolo – 610 circa) è stato un generale bizantino, padre dell'imperatore Eraclio I (610-641).
Di possibili origini armene, Eraclio il Vecchio si distinse nella guerra contro la Persia Sasanide negli anni ottanta del VI secolo. Inizialmente Eraclio servì come un generale subordinato (o hypostrategos) sotto il comando di Filippico durante la Battaglia di Solachon e sotto Comenziolo durante la Battaglia di Sisarbanon. Intorno al 595, Eraclio il Vecchio viene menzionato come magister militum per Armeniam inviato dall'imperatore Maurizio (r. 582–602) per reprimere una rivolta armena condotta da Samuel Vahewuni e da Atat Khorkhoruni. Intorno al 600, fu nominato Esarca d'Africa e nel 608 Eraclio il Vecchio si rivoltò con suo figlio contro l'usurpatore Foca (r. 602–610). Usando il Nord Africa come base, Eraclio il giovane riuscì a detronizzare Foca, dando inizio alla dinastia eracliana, che avrebbe governato Bisanzio per un secolo. Eraclio il Vecchio si spense non molto tempo dopo aver ricevuto notizie dell'ascesa di suo figlio al trono bizantino.

## Origini
Una parte della storiografia moderna ha ipotizzato che Eraclio il Vecchio fosse di origini armene e fosse presumibilmente bilingue (Armeno e greco) fin dall'infanzia. Anthony Kaldellis, tuttavia, sostiene che nessuna fonte primaria affermi esplicitamente che Eraclio fosse armeno e che la teoria si basa su una lettura erronea di Teofilatto Simocatta, il quale afferma che in una lettera il generale Prisco aveva ordinato a Eraclio il Vecchio di lasciare l'esercito e di fare ritorno nella propria città in Armenia:
(Teofilatto Simocatta, III, 1.1 (tradotto dalla traduzione in inglese in Whitby e Whitby 1986, p. 72))
Secondo Kaldellis la città in Armenia nella quale Eraclio il Vecchio avrebbe dovuto far ritorno non era la sua città natia, come hanno congetturato gli studiosi che sostengono che fosse di origini armene, bensì i suoi quartieri generali. Mary e Michael Whitby sostengono che Eraclio il Vecchio fosse all'epoca il magister militum per Armeniam; in tal caso, "la propria città" sarebbe da identificare con Theodosiopolis (odierna Erzurum), i quartieri generali delle truppe romane di stanza in Armenia. Theodosiopolis era la principale fortezza militare lungo la frontiera nordorientale dell'Impero e, per la sua ubicazione geografica strategicamente importante, era contesa nelle guerre tra i Bizantini e i Persiani. Gli imperatori Anastasio I (r. 491–518) e Giustiniano I (r. 527–565) avevano rifortificato la città e costruito nuove difese durante i loro regni.
Niente è noto degli avi di Eraclio il Vecchio, ma ciò non ha impedito agli studiosi moderni di congetturare sulla questione. Cyril Mango sostenne la teoria secondo cui sarebbe un discendente di Eraclio di Edessa, un generale romano del V secolo. Un brano della Storia di Sebeos è stato interpretato suggerire una presunta origine arsacide di Eraclio il Vecchio. Tale teoria fu fortemente appoggiata da Cyril Toumanoff e considerata plausibile da Alexander Vasiliev e Irfan Shahid. Giovanni di Nikiu e Costantino Manasse sembrano considerare suo figlio, Eraclio il Giovane, un cappadoce, che potrebbe però riferirsi al suo luogo di nascita e non alla sua effettiva ascendenza.

## Famiglia
La Historia syntomos del Patriarca Niceforo I di Costantinopoli menziona un unico fratello di Eraclio il Vecchio, di nome Gregoras, che era il padre di Niceta. Teofane Confessore menziona Epifania come la madre dell'Imperatore Eraclio, e dunque moglie di Eraclio il Vecchio. Eraclio il Vecchio viene menzionato come padre dell'Imperatore Eraclio in diverse fonti, tra cui Teofilatto, Giovanni di Nikiu, Niceforo I, Teofane, Agapio di Gerapoli, il Suda, Giorgio Cedreno, Giovanni Zonara, Michele il Siro, la Cronaca del 1234 e Niceforo Callisto Xanthopoulos. Tuttavia, nessuna fonte lo menziona nella stessa frase in cui vengono citati i fratelli di Eraclio, anche se si ritiene comunque che fosse loro padre.
Il più noto dei fratelli di Eraclio il Giovane è senza dubbio Teodoro. Maria, sorella di Eraclio il Giovane, viene menzionata da Niceforo I e identificata con la madre di Martina, che Eraclio il Giovane avrebbe successivamente sposato. Sia Cedreno sia Michele il Siro considerano Martina una figlia di un fratello innominato di Eraclio il Giovane, lasciando qualche dubbio sull'effettivo rapporto di parentela. Infine, Teofane menziona brevemente un altro Gregoras come fratello di Eraclio il Giovane in occasione della morte del primo a Heliopolis (odierna Baalbek) intorno al 652/653. Si tratta dell'unica menzione di tale presunto fratello, anche se non è da escludere che Teofane possa aver frainteso la relazione di parentela tra Gregoras e l'imperatore.

## Carriera

### Sotto Filippico
Eraclio il Vecchio viene attestato per la prima volta nel 586 come generale subordinato a Filippico nel corso della guerra romano-persiana del 572-591. Eraclio il Vecchio comandò il centro dell'esercito bizantino nel corso della Battaglia di Solachon combattuta nella primavera 586. In seguito alla battaglia, fu inviato in perlustrazione per confermare le voci di imminente arrivo di rinforzi persiani.

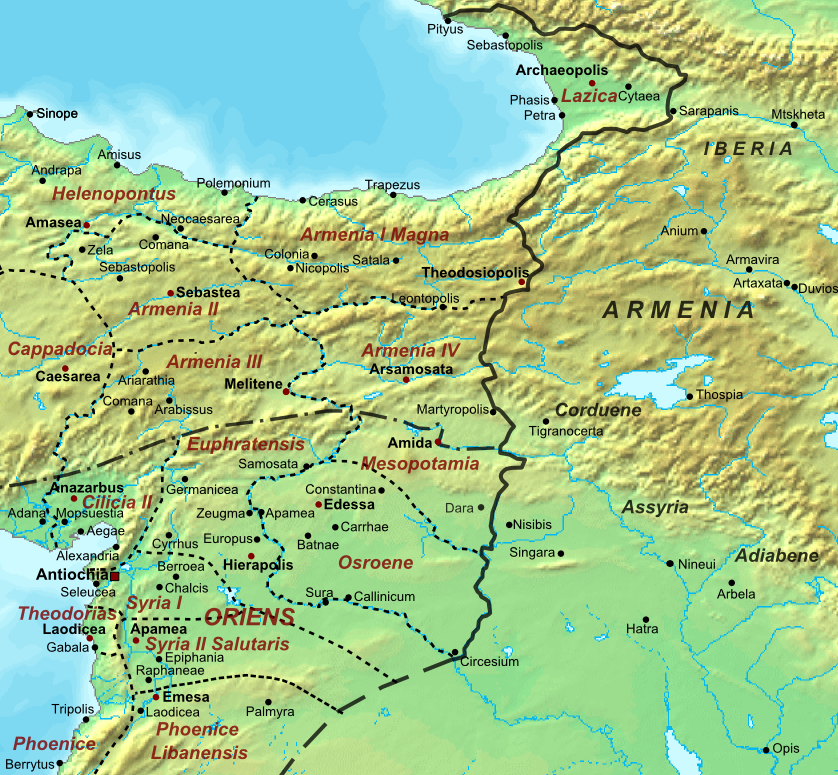
La frontiera romano-persiana tra il 565 e il 591.

L'armata bizantina procedette a invadere l'Arzanene. Filippico assediò Chlomaron, la principale città della zona. A questo punto, Giovio e Maruthas, due capi locali, defezionarono in favore dei Bizantini. Essi promisero di aiutarli a individuare le posizioni ideali per la costruzione di forti inespugnabili che avrebbero permesso il controllo del passaggio attraverso i Monti Tauro e Hakkâri, consentendo ai Bizantini di controllare le vie che connettevano l'Arzanene con la Persarmenia e la Bassa Mesopotamia. Filippico assegnò a Eraclio il Vecchio, noto a questo punto come suo secondo in comando (hypostrategos), il compito di seguire le guida ai punti forti indicati.
Venti uomini accompagnarono Eraclio il Vecchio nel corso della missione. Essi partirono privi di armatura e la loro pattuglia presto si imbatté in Kardarigan alla testa di una nuova armata persiana. Teofilatto nota che "Kardarigan stava marciando contro i Romani, avendo arruolato una moltitudine di persone, che non erano soldati ma uomini privi di esperienza in ambito militare; aveva in aggiunta radunato una mandria di animali da soma e cammelli, e si stava dirigendo in avanti". Nonostante ciò, Kardarigan tentò di attaccare l'unità mal equipaggiata di Eraclio, costringendolo alla fuga muovendosi di cresta in cresta. Nel corso della notte, inviò un messaggero per avvertire Filippico della minaccia in arrivo.
Le truppe di Filippico fuggirono disordinatamente in territorio romano. Riuscì a raggiungere Amida e successivamente procedette a restaurare le antiche fortezze sul Monte Izala. Qui, forse a causa di una malattia, affidò il comando del suo esercito a Eraclio. Teofilatto narra:
(The History of Theophylact Simocatta, Libro II)
Teofilatto riporta che Filippico ed Eraclio il Vecchio svernarono insieme a Theodosiopolis.
Nella primavera 587, Filippico era ancora malato e pertanto non in grado di condurre campagne di persona. Assegnò i due terzi del suo esercito a Eraclio il Vecchio e il resto ai generali Teodoro e Andrea, e li inviò a devastare il territorio persiano. Eraclio il Vecchio assediò una fortezza di cui non è noto il nome, facendo uso delle sue macchine d'assedio giorno e notte fino alla sua espugnazione. Teofane Confessore riferisce che Eraclio il Vecchio, dopo aver posto una guarnigione nel forte occupato, procedette a unirsi al generale Teodoro nell'assedio di Beioudaes, ma questa asserzione sembrerebbe essere erronea. Teofane sembrerebbe aver frainteso quella parte del testo di Teofilatto in cui viene affermato che Teodoro e Andrea ricongiunsero le loro forze in occasione di tale assedio.
Alla fine del 587, Filippico aveva deciso di fare ritorno a Costantinopoli, affidando a Eraclio il Vecchio il comando dell'esercito per la stagione invernale. Eraclio il Vecchio prese delle misure per ristabilire la disciplina tra le truppe. Secondo Teofilatto, "Eraclio inflisse delle punizioni per diserzione ai girovaghi dell'armata romana; e coloro che avevano detto addio al lavoro, e che stavano vagando senza meta da una parte all'altra, furono ricondotti al buon senso con le punizioni". All'inizio del 588, l'Imperatore Maurizio (r. 582–602) sostituì Filippico con Prisco. Filippico scrisse a Eraclio il Vecchio, ordinandogli di lasciare il comando dell'esercito a Narsete e di fare ritorno in Armenia. Ma le stesse lettere notificarono ai soldati la promulgazione di un decreto imperiale che riduceva il loro soldo di un quarto. Ciò portò le truppe ad ammutinarsi, rifiutando di eseguire gli ordini di Prisco. L'ammutinamento cessò solo quando l'ordine fu revocato e Filippico riassunto come comandante dell'esercito orientale.

### Sotto Comenziolo
Eraclio il Vecchio compare di nuovo nelle fonti un anno dopo, sotto il comando di Comenziolo, nella Battaglia di Sisarbanon (autunno 589), nelle vicinanze di Nisibis. Secondo il racconto di Teofilatto, Comenziolo sarebbe fuggito vilmente verso Theodosiopolis (odierna Ra's al-'Ayn) mentre la battaglia era ancora in corso. Eraclio il Vecchio avrebbe assunto il comando delle truppe rimanenti e le avrebbe condotte alla vittoria. Teofilatto, tuttavia, scrisse la sua opera durante il regno di Eraclio il giovane, e si sospetta che per tale motivo avesse esagerato o inventato la viltà di Comenziolo con lo scopo di glorificare Eraclio il Vecchio, padre del suo imperatore. A sostegno di questa tesi, il resoconto della battaglia fornito dal coevo Evagrio Scolastico non menziona per niente Eraclio il Vecchio e riporta che Comenziolo non fuggì ma rimase a combattere fino alla fine.

### Rivolta armena
Eraclio il Vecchio viene attestato intorno al 595 come magister militum per Armeniam, succedendo probabilmente a Giovanni Mystacon. La storia di Sebeos costituisce il principale resoconto del suo mandato. Fu inviato da Maurizio per fronteggiare i ribelli armeni condotti da Samuel Vahewuni e da Atat Khorkhoruni. Eraclio il Vecchio fu assistito da Hamazasp Mamikonian.
La rivolta fu soffocata con successo. Eraclio il Vecchio sembrerebbe essere stato sostituito da Suren. Il suo mandato in Armenia fu breve, ma rafforzò i suoi legami con la regione.

### Esarca d'Africa
Eraclio il Vecchio ricompare nelle fonti nel 608 come Patrizio e Esarca d'Africa. Secondo il Patriarca Niceforo, Eraclio il Vecchio era stato nominato da Maurizio governatore militare dell'Africa prima della deposizione e della morte di quest'ultimo nel 602. Potrebbe aver sostituito Innocenzio, un esarca temporaneo assunto tra il 598 e il 600. La nomina è un indizio del fatto che Eraclio il Vecchio godesse del favore di Maurizio e che avrebbe avuto delle ragioni per rimanergli fedele. Eraclio il Vecchio e la sua corte africana deplorò segnatamente la morte e l'esecuzione di Maurizio ed elogiarono postumamente l'imperatore caduto.
Gli esarchi d'Africa erano di fatto dei viceré con poteri sia civili sia militari. La loro sede era a Cartagine. Gli studiosi della fine del XIX e degli inizi del XX secolo hanno attribuito molta importanza alla sua assunzione, arrivando finanche a suggerire che ciò avrebbe richiesto importanti legami tra Eraclio il Vecchio e l'Africa o i territori che un tempo facevano parte dell'Impero romano d'Occidente. Studiosi più recenti sostengono tuttavia che la sua assunzione facesse parte di uno schema più generale. Nel corso del VI secolo, diversi importanti comandanti militari bizantini avevano cominciato le proprie carriere nelle regioni orientali dell'impero, spesso in prossimità della Mesopotamia, per poi essere trasferiti in Nord Africa. Non vi è dunque alcuna indicazione che questa rotazione dalle province orientali a quelle occidentali fosse inconsueta.
Parrebbe che Eraclio il Vecchio avesse stretto dei legami con le élite locali. Suo figlio, Eraclio il Giovane, sposò la propria prima moglie Eudocia, il cui padre era Rogas, un proprietario terriero africano.

### Rivolta contro Foca
Nel 608 Eraclio il Vecchio si rivoltò contro l'imperatore Foca. La conseguente campagna contro Foca fu ritratta dagli storici bizantini come finalizzata a vendicare la morte di Maurizio, ma non è da escludere che a spingere Eraclio il Vecchio alla rivolta possano aver contribuito anche quelli che Walter Emil Kaegi ha definito "cold political calculations" (freddi calcoli politici): Cartagine si trovava a una distanza di sicurezza notevole da Costantinopoli e Foca non poteva attaccarla facilmente. La prosperità relativa dell'Esarcato d'Africa forniva entrate sufficienti da poter finanziare una rivolta. Inoltre il regime di Foca necessitava del grano e del gettito fiscale dell'Africa, mentre l'esarcato era pressoché autosufficiente. Nel frattempo lo scià persiano Cosroe II si era assicurato il controllo di Dara e stava mobilitando le proprie truppe per una invasione a larga scala dei territori bizantini. Non è da escludere che le notizie di tale campagna avessero raggiunto Eraclio il Vecchio. Foca, impegnato su due fronti, non avrebbe potuto concentrare il grosso delle proprie truppe su solo uno di essi, aumentando le possibilità di successo della rivolta di Eraclio il Vecchio.
In occasione della loro rivolta, i due Eraclio assunsero congiuntamente il consolato. Non viene specificato dalle fonti in che modo ciò fu raggiunto, ad esempio se Eraclio il Vecchio si fosse autoproclamato console o avesse ricevuto una sanzione ufficiale dal Senato di Cartagine, "whose members had no legal right to designate a Roman consul" (i cui membri non avevano alcun diritto legale di designare un console romano). In ogni caso, il significato della proclamazione era evidente. Nessun individuo privato aveva assunto il consolato ordinario dal regno di Giustiniano I (r. 527–565). Dalla sua abolizione (540) soltanto l'imperatore bizantino poteva assumere il consolato. Con questa proclamazione, Eraclio il Vecchio stava dunque compiendo un primo passo verso l'eventuale ascesa al trono di Bisanzio. Le zecche di Cartagine e, successivamente, Alessandria emisero monete raffiguranti Eraclio il Vecchio e il figlio omonimo nell'atto di indossare vestiti consolari.
Giovanni di Antiochia e il Patriarca Niceforo riportano entrambi che Eraclio il Vecchio si mantenne in contatto con Prisco, il Comes excubitorum ed ex comandante dell'esercito. Prisco era diventato il genero di Foca sposandone la figlia ma provava dei rancori nei confronti dell'imperatore. Si narra che avesse promesso a Eraclio il Vecchio di appoggiarlo in caso di rivolta e avesse poi mantenuto la promessa. Tale versione dei fatti viene ritenuta sospetta. Anche se vi era un crescente malcontento a Costantinopoli nei confronti di Foca e Prisco in effetti defezionò in favore di Eraclio il Vecchio, non vi sono prove che Prisco avesse effettivamente istigato la rivolta. Il Patriarca Niceforo sostiene che Eraclio il Vecchio si consultò con il fratello Gregoras prima di avviare la rivolta, il che potrebbe implicare che Gregoras fosse il suo consigliere. La stessa fonte riporta che Gregoras ambiva a porre sul trono imperiale il figlio Niceta, anche se ciò viene considerato quantomeno improbabile dagli storici moderni.
Nel corso del 609–610 la situazione si deteriorò rapidamente per Foca e i suoi seguaci. Non erano riusciti ad arrestare l'avanzata delle truppe sasanidi in Mesopotamia e Armenia, mentre le truppe ribelli detenevano il controllo del Nord Africa e dell'Egitto. Nel frattempo gli Slavi avevano occupato le province settentrionali dell'Illirico. A Tessalonica e in numerose città dell'Anatolia e della Siria, si verificarono risse tra i Verdi e gli Azzurri, mentre in parte della Siria gli Ebrei erano insorti. Persino a Costantinopoli, la folla diede segni di insubordinazione insultando Foca per la sua predilezione per i liquori,  dandogli dell'ubriacone.
Nel 610 il generale persiano, Shahrbaraz, avanzò minacciosamente in direzione di Antiochia, ma i ribelli nordafricani costituivano per Foca una minaccia più immediata rispetto agli stessi Persiani. Dopo essersi impadroniti dell'Egitto, i ribelli invasero la Siria e Cipro mentre una imponente flotta sotto il comando di Eraclio il Giovane salpò per Costantinopoli, venendo rafforzato durante il viaggio da seguaci provenienti dalla Sicilia, da Creta e Tessalonica. I ribelli raggiunsero Costantinopoli nell'ottobre 610. Le uniche truppe rimaste a disposizione di Foca per difendere la città erano gli Excubitores (guardie del corpo) e le truppe irregolari di Azzurri e Verdi, le fazioni cittadine dell'ippodromo. Prisco, il comandante degli Excubitores, colse l'occasione per svelare la propria lealtà a Eraclio il Giovane, in favore del quale defezionò insieme agli stessi Verdi: fu così che Costantinopoli cadde in mano alle truppe ribelli con relativa facilità.
Eraclio il Giovane, diventato nuovo imperatore, fece giustiziare il detronizzato Foca insieme a diversi dei suoi seguaci. Secondo Giovanni di Nikiu, Eraclio il Vecchio esultò alla notizia che suo figlio era asceso al trono, ma morì poco tempo dopo.

## Giudizi
Nonostante le alte cariche ricoperte da Eraclio il Vecchio, i suoi risultati militari furono in realtà modesti. Gli storici bizantini che trattano la sua carriera, tuttavia, tentarono, distorcendo i fatti, di presentarlo come un grande generale al fine di dare natali illustri all'imperatore Eraclio il giovane.